# Epictia
Epictia es un género de serpientes de la familia Leptotyphlopidae y subfamilia Epictinae. Sus especies se distribuyen desde el sur de México hasta Argentina y Uruguay, y también se encuentran en algunas islas caribeñas. Anteriormente las especies de este género se incluían en Leptotyphlops. 
Son especies de hábitos fosoriales y se alimentan de insectos. Se caracterizan por ser muy pequeñas y finas, con ojos pequeños y poco funcionales, tienen 14 filas de escamas a la mitad del cuerpo, dos supralabiales (los dos de gran tamaño) y un patrón de coloración a rayas.

## Especies

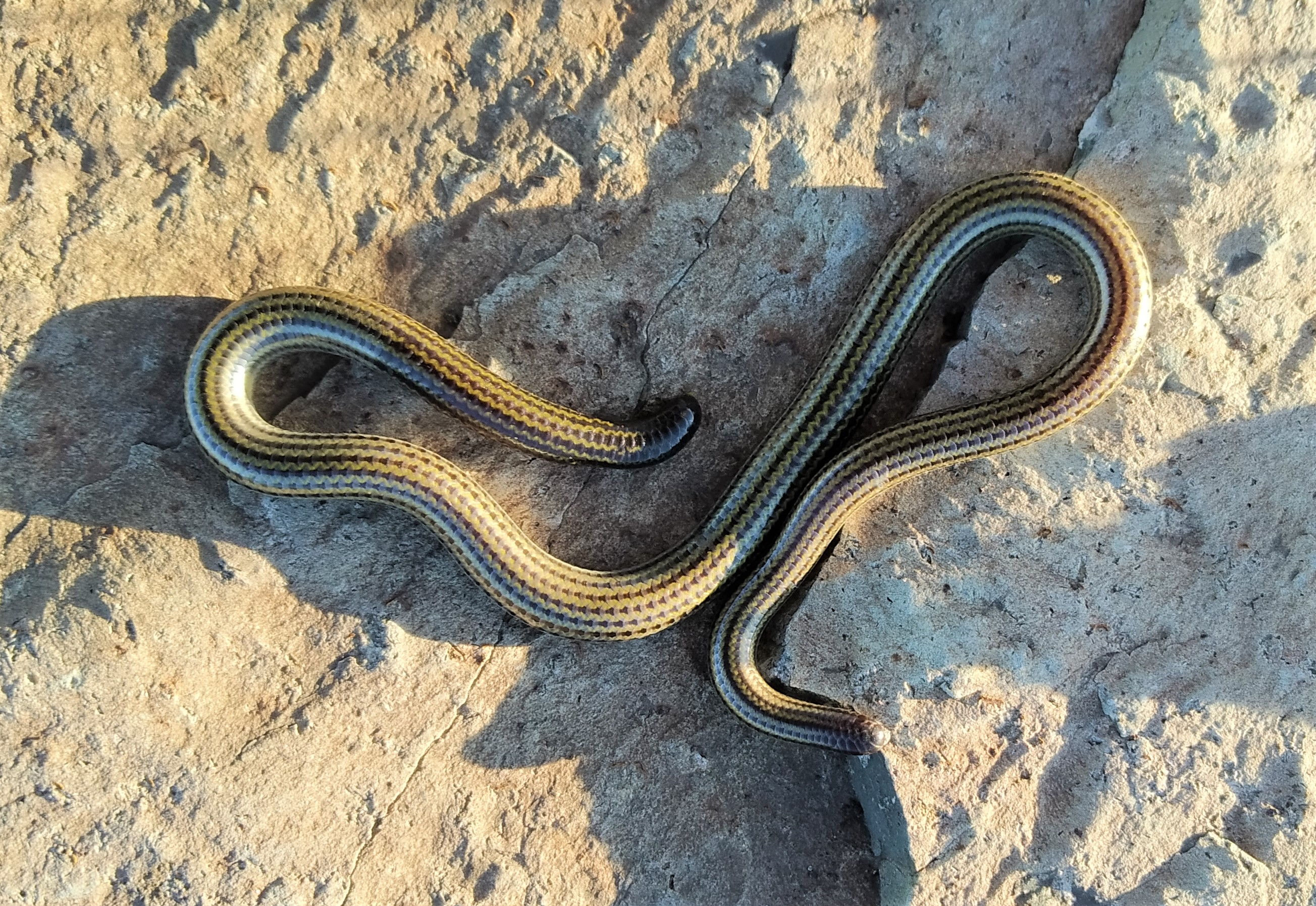
Ejemplar de viborita dos cabezas (Epictia Munoai) en Uruguay. Fotografía del MNHN.

Se reconocen las siguientes 43 especies:
- Epictia albifrons (Wagler, 1824)
- Epictia albipuncta (Jan, 1861)
- Epictia alfredschmidti (Lehr, Wallach, Köhler & Aguilar, 2002)
- Epictia amazonica (Orejas-Miranda, 1969)
- Epictia antoniogarciai Koch, Venegas & Böhme, 2015
- Epictia ater (Taylor, 1940)
- Epictia australis (Freiberg & Orejas-Miranda, 1968)
- Epictia bakewelli (Oliver, 1937)
- Epictia borapeliotes (Vanzolini, 1996)
- Epictia clinorostris Arredondo & Zaher, 2010
- Epictia columbi (Klauber, 1939)
- Epictia diaplocia (Orejas-Miranda, 1969)
- Epictia fallax (Peters, 1858)
- Epictia goudotii (Duméril & Bibron, 1844)
- Epictia hobartsmithi Esqueda, Schlüter, Machado, Castelaín & Natera-Mumaw, 2015
- Epictia magnamaculata (Taylor, 1940)
- Epictia martinezi Wallach, 2016
- Epictia melanura (Schmidt & Walker, 1943)
- Epictia munoai (Orejas-Miranda, 1961)
- Epictia pauldwyeri Wallach, 2016
- Epictia peruviana (Orejas-Miranda, 1969)
- Epictia phenops (Cope, 1875)
- Epictia resetari Wallach, 2016
- Epictia rioignis Koch, Martins & Schweiger, 2019
- Epictia rubrolineata (Werner, 1901)
- Epictia rufidorsa (Taylor, 1940)
- Epictia schneideri Wallach, 2016
- Epictia septemlineata Koch, Venegas & Böhme, 2015
- Epictia signata (Jan, 1861)
- Epictia striatula (Smith & Laufe, 1945)
- Epictia subcrotilla (Klauber, 1939)
- Epictia teaguei (Orejas-Miranda, 1964)
- Epictia tenella (Klauber, 1939)
- Epictia tesselata (Tschudi, 1845)
- Epictia tricolor (Orejas-Miranda & Zug, 1974)
- Epictia undecimstriata (Schlegel, 1839)
- Epictia unicolor (Werner, 1913)
- Epictia vanwallachi Koch, Venegas & Böhme, 2015
- Epictia vellardi (Laurent, 1984)
- Epictia venegasi Koch, Santa Cruz & Cárdenas, 2016
- Epictia vindumi Wallach, 2016
- Epictia vonmayi Koch, Santa Cruz & Cárdenas, 2016
- Epictia wynni Wallach, 2016